# Billeder fra Strandengens Fugleliv
Billeder fra Strandengens Fugleliv er en naturfilm fra 1940 med ukendt instruktør.

## Handling
Hættemågekoloni (rugning og klækning af unger), stormmåge, søterne, rødben, klyde på rede, vibe brushaner, ryle, strandskadens rede, edderfugl, pibeand.